# Kika (áruházlánc)
A Kika egy európai hálózattal rendelkező lakberendezési áruházlánc volt.
Az 1973-ban, egyedi koncepcióval alapított Kika/Leiner csoport nemzetközi szinten a lakberendezési piac egyik legismertebb szereplője, vásárlóinak egyéni igényeknek megfelelő, minőségi lakberendezést kínál.
A Kika 2010-s években egyre súlyosabb anyagi gondokkal küzdött, 2013 óta több tulajdonosváltáson esett át, 2023 végén az utolsó új tulajdonos 40 üzletből 17-t hagyott nyitva, hogy mentse a vállalatot, azonban a cég helyzete nem stabilizálódott, így 2024 novemberében bejelentették, hogy a maradék üzleteket is bezárják, amint elfogy a készlet. Az utolsó Kika áruház 2025 januárjának végén zárt be.

## Magyarországon
Magyarországon 8 Kika áruház volt. A magyarországi Kika áruházak 2019 óta az XXXLutz KG tulajdonában vannak. Azóta megszűnt a Kika név használata az áruházakban.

## Más országokban
| Ország     | Áruházak száma |
| ---------- | -------------- |
| Ausztria   | 28 áruház      |
| Csehország | 9 áruház       |
| Románia    | 2 áruház       |
| Szlovákia  | 5 áruház       |